# Olympiska sommarspelen 2004
Olympiska sommarspelen 2004 var de tjugofemte moderna olympiska spelen (under den 28:e moderna olympiaden) och hölls i Aten i Grekland mellan 13 och 29 augusti 2004. Tävlingarna sågs på plats av cirka 6,7 miljoner åskådare.

## Historia
Vid den Internationella olympiska kommitténs möte i Lausanne den 5 september 1997 bestämdes att Aten skulle arrangera spelen 2004. De andra återstående kandidatstäderna var Kapstaden, Buenos Aires, Rom och Stockholm. Sex andra städer hade ansökt men blivit bortsållade av IOK 1996. Dessa städer var Istanbul, Lille, Rio de Janeiro, San Juan, Sevilla och Sankt Petersburg.

### 13 augusti

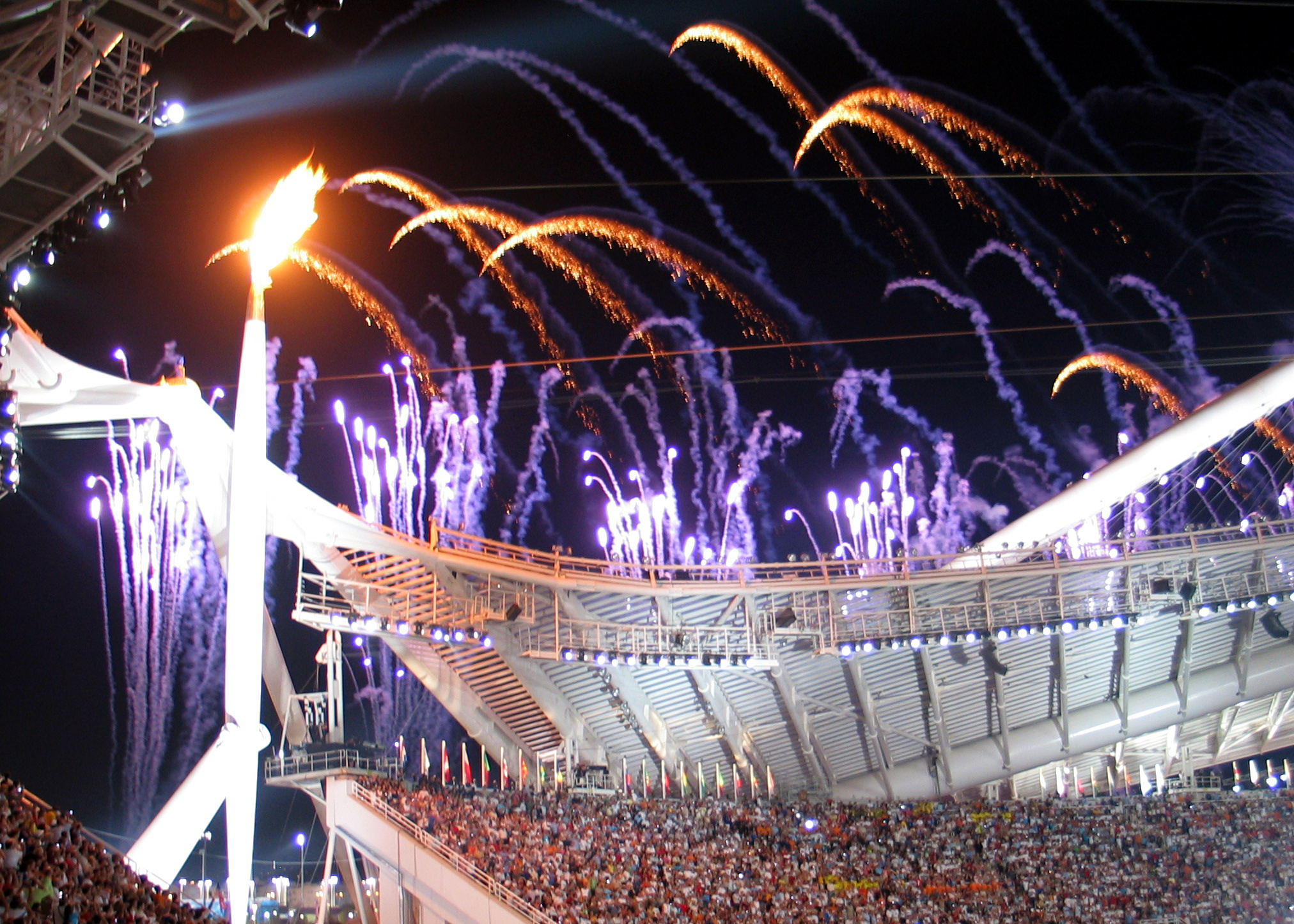
Den olympiska elden och fyrverkerier vid öppningsceremonin.